# Gornje Sinkovce
Gornje Sinkovce je naselje u gradu Leskovcu, Jablanički upravni okrug, Srbija. Prema popisu iz 2022. godine u Gornjem Sinkovcu je živio 401 stanovnik.